# Hazza Bin Zayed Stadion
Het Hazza Bin Zayed Stadion (Arabisch: استاد هزاع بن زايد) is een stadion in Al Ain, Abu Dhabi in de Verenigde Arabische Emiraten.
Het stadion werd tussen 2012 en 2014 gebouwd door BAM International en werd op 14 januari 2014 officieel geopend. Het is eigendom van voetbalclub Al Ain FC dat ook de vaste bespeler van het stadion is. Het stadion werd vernoemd naar de voorzitter van de club Hazza bin Zayed bin Sultan Al Nahyan. Het vervangt het Tahnoun bin Mohammed Stadion.
Het stadion werd gebruikt voor het Wereldkampioenschap voetbal voor clubs 2017 en het Aziatisch kampioenschap voetbal 2019.